# Gabon aux Jeux olympiques d'été de 2004
L'équipe du Gabon olympique participe pour la septième fois à des Jeux d'été aux Jeux olympiques d'été de 2004 à Athènes. La délégation gabonaise, amenée par la porte-drapeau Melanie Engoang, est composée de 6 athlètes.

## Engagés gabonais par sport

### Athlétisme
| Athlètes            | Discipline | Résultat                          |
| ------------------- | ---------- | --------------------------------- |
| Wilfried Bingangoye | 100 m      | Éliminé lors des séries (10 s 76) |

| Athlètes        | Discipline | Résultat                                    |
| --------------- | ---------- | ------------------------------------------- |
| Marlyse Nsourou | 800 m      | Éliminée lors des séries (2 min 12 s 35) RN |

### Boxe
| Athlètes              | Discipline               | Résultat                                               |
| --------------------- | ------------------------ | ------------------------------------------------------ |
| Petit Jesus Ngnitedem | Poids coq (-54 kg)       | Battu par Nestor Bolum du Nigeria 17-23 au 1er tour    |
| Taylor Mabika         | Poids mi-lourds (-81 kg) | Battu par Elias Pavlidis de la Grèce 17-32 au 1er tour |

### Judo
| Athlètes        | Discipline         | Résultat           |
| --------------- | ------------------ | ------------------ |
| Melanie Engoang | Mi-Lourds (-78 kg) | Battue au 1er tour |

### Taekwondo
| Athlètes                       | Discipline   | Résultat |
| ------------------------------ | ------------ | -------- |
| Claude Cardin Boulouchi Letola | Poids mouche | Forfait  |